# Шикачик карликовий
Шика́чик карликовий (Lalage fimbriata) — вид горобцеподібних птахів родини личинкоїдових (Campephagidae). Мешкає на Малайському півострові та на Великих Зондських островах.

## Опис
Довжина птаха становить 20 см. Верхня частина та у самця темно-сіра, нижня частина тіла дещо світліша. Чорні махові пера контрастують з рештою тіла. Голова чорнувата, хвіст чорний зі світлим, білим або сіруватим кінчиком. Самиця має блідіше забарвлення, нижня частина тіла у них поцяткована смужками. Молоді птахи мають коричнювате забарвлення, бліді груди у них поцятковані сіруватими смужками або плямками. Очі карі, дзьоб і лапи чорні.

## Підвиди
Виділяють п'ять підвидів:
- L. f. neglecta (Hume, 1877) — перешийок Кра;
- L. f. culminata (Hay, 1845) — Малайський півострів;
- L. f. schierbrandi (Pelzeln, 1865) — Суматра і Калімантан;
- L. f. compta (Richmond, 1903) — острови Сімелуе і Сіберут;
- L. f. fimbriata (Temminck, 1824) — Ява і Балі.

## Поширення і екологія
Карликові шикачики поширені на крайньому півдні М'янми і Таїланду, в Індонезії, Малайзії, Брунеї і Сінгапурі. Вони живуть в рівнинних, гірських і заболочених тропічних лісах, на полях, садах і плантаціях. Зустрічаються на висоті до 1000 м над рівнем моря на Суматрі та на висоті до 1500 м над рівнем моря на Яві.